# Isidore Verheyden

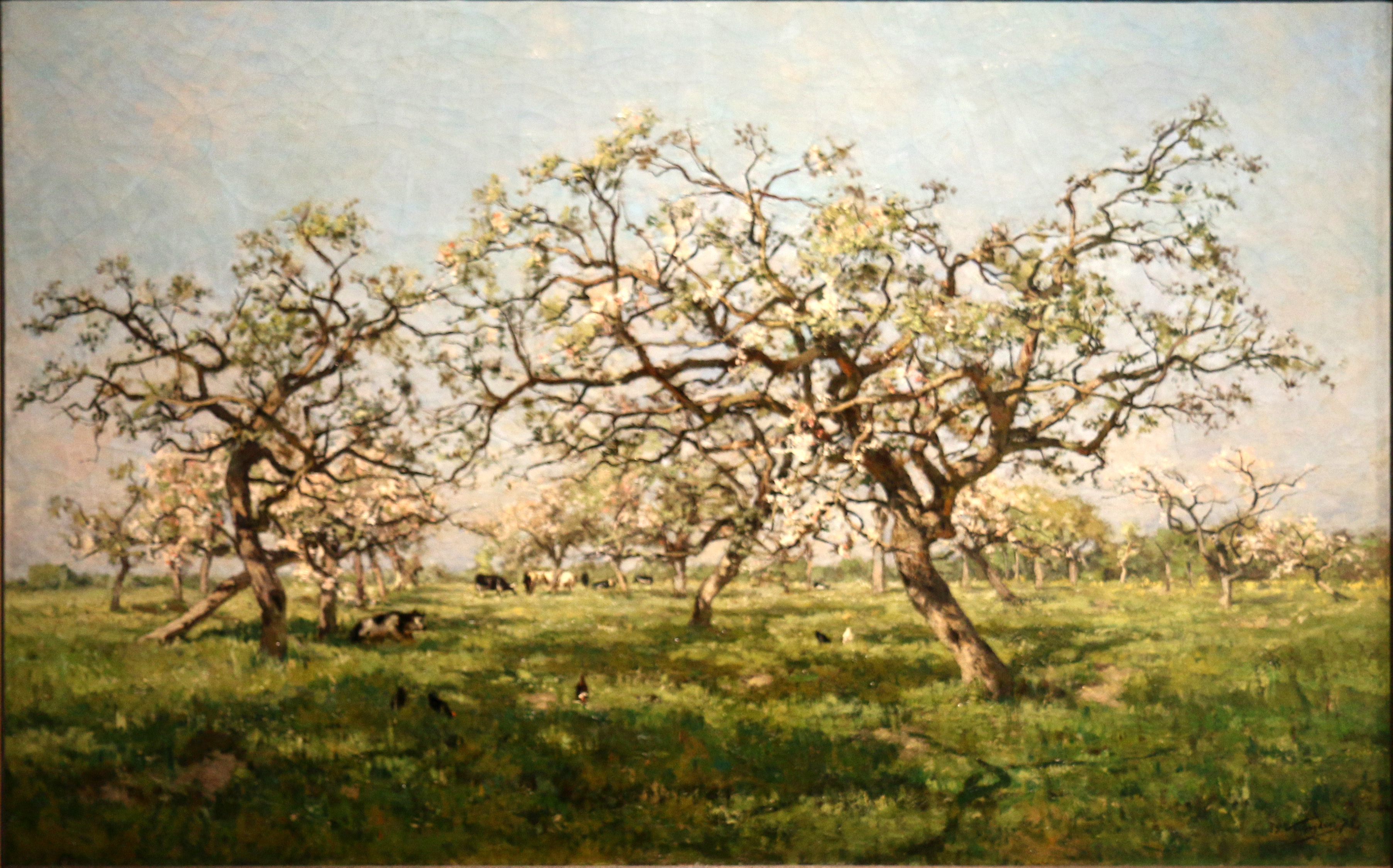
Huerto en primavera (1878), Musées Royaux des Beaux Arts de Belgique, Bruselas

Isidore Verheyden (Amberes, 24 de enero de 1846-Ixelles, 1 de noviembre de 1905) fue un pintor belga. 

## Biografía
Era hijo del pintor Jean-François Verheyden. Estudió en la Académie Royale des Beaux-Arts de Bruselas con Joseph Quinaux. En 1866 entró a trabajar en el taller de Jean-François Portaels.
Verheyden perteneció a la llamada «segunda generación» de la Escuela de Tervueren, un movimiento pictórico activo en la localidad de Tervueren entre 1860 y 1875, aproximadamente. Esta escuela recibió la influencia de la Escuela de Barbizon, hasta el punto de que a veces se la denomina el «Barbizon belga». Por influencia de esta escuela, los artistas de Tervueren se desligaron del paisajismo romántico para abordar el paisaje de una manera más naturalista, como en Barbizon, con un contacto más directo con la naturaleza.
Hacia 1875 se acercó al impresionismo, del que adoptó su interés por la captación de los fenómenos atmosféricos y los efectos luminosos del paisaje. Sin embargo, no acabó de aceptar todos los postulados de este movimiento, por lo que fue alejándose paulatinamente.
En 1884 se integró en el grupo Les Vingt, formado por veinte pintores, escultores y escritores de Bruselas que buscaban la renovación del arte de su tiempo, oponiéndose al arte academicista. El grupo duró unos diez años, período en el que llegó a contar con unos treinta y dos miembros, pese a su nombre. Estilísticamente era un grupo ecléctico, que aglutinaba tendencias que iban desde el impresionismo y puntillismo hasta el modernismo y el incipiente simbolismo.
Principalmente paisajista realizó también retratos y bodegones.